# Марк Педерсон
Марк Педерсон (англ. Mark Pederson; нар. 14 січня 1968, Прелат, Саскачеван, Канада) — канадський хокеїст та тренер.

## Кар'єра
Свою кар'єру хокеїста почав у клубі «Медисин-Гет Тайгерс» (Західна хокейна ліга). У драфті НХЛ 1986 був обраний в першому раунді під 15-им номером «Монреаль Канадієнс».
Два сезони відіграв за фарм-клуб «Шербрук Канадієнс» (АХЛ). Вперше зіграв за «Монреаль Канадієнс» у сезоні 1989/90. У наступному сезоні канадець відіграв першу половину за «Монреаль», а другу за Філадельфія Флаєрс, у складі останніх відіграв 84 матчі, набрав 50 очок (20 + 30). У сезоні 1992/93 Педерсен переїхав до Сан-Хосе Шаркс. Сезон 1993/94 Марк провів за фарм-клуб «Детройт Ред Вінгз» «Адірондак Ред-Вінгс» (АХЛ).
У 1995 році Педерсен переїхав до Європи, де виступає спочатку за ХК «Філлах», а згодом за Фер'єстад. З сезону 1997/98 захищає кольори «Ганновер Скорпіонс», з яким досяг фіналу плей-оф. Після цього два сезони відіграв за «Крефельдські Пінгвіни». Сезон 2000/01 у складі «Адлер Мангейм» став чемпіонським для Марка. Відігравши ще один сезон у Німеччині за «Ганновер Скорпіонс», нападник повернувся до Північної Америки, де грав за «Сан Дієго Галлс»‎ та у 2005 році завершив кар'єру гравця.
З 2005 по 2009 Марк як помічник тренера працював у клубі «Бейкерсфілд Кондор» (ECHL). У сезоні 2009/10 — головний тренер нідерландського клубу «Тілбург Трепперс». В тому ж сезоні, канадець очолював національну збірну Сербії на чемпіонаті світу І дивізіону. Сезон 2010/11 як помічник тренера працював у японському клубі «Нікко Айс Бакс». З 2012 року тренував данську команду «Есб'єрг Енерджі».

## Нагороди та досягнення
- 1988 чемпіон світу серед молодіжних команд у складі збірної Канади.
- 2001 чемпіон Німеччини у складі «Адлер Мангейм».

## Статистика
| Сезон     | Клуб                  | Ліга      | Регулярна першість | Регулярна першість | Регулярна першість | Регулярна першість | Регулярна першість | Плей-оф | Плей-оф | Плей-оф | Плей-оф | Плей-оф |
| Сезон     | Клуб                  | Ліга      | І                  | Г                  | П                  | О                  | ШХ                 | І       | Г       | П       | О       | ШХ      |
| --------- | --------------------- | --------- | ------------------ | ------------------ | ------------------ | ------------------ | ------------------ | ------- | ------- | ------- | ------- | ------- |
| 1983/84   | «Медисин-Гет Тайгерс» | ЗХЛ       | 3                  | 0                  | 0                  | 0                  | 0                  | –       | –       | –       | –       | –       |
| 1984/85   | «Медисин-Гет Тайгерс» | ЗХЛ       | 71                 | 42                 | 40                 | 82                 | 63                 | 10      | 3       | 2       | 5       | 0       |
| 1985/86   | «Медисин-Гет Тайгерс» | ЗХЛ       | 72                 | 46                 | 60                 | 106                | 46                 | 25      | 12      | 6       | 18      | 25      |
| 1986/87   | «Медисин-Гет Тайгерс» | ЗХЛ       | 69                 | 56                 | 46                 | 102                | 58                 | 20      | 19      | 7       | 26      | 14      |
| 1987/88   | «Медисин-Гет Тайгерс» | ЗХЛ       | 62                 | 53                 | 58                 | 111                | 55                 | 16      | 13      | 6       | 19      | 16      |
| 1988/89   | «Шербрук Канадієнс»   | АХЛ       | 75                 | 43                 | 38                 | 81                 | 53                 | 6       | 7       | 5       | 12      | 4       |
| 1989/90   | «Шербрук Канадієнс»   | АХЛ       | 72                 | 53                 | 42                 | 95                 | 60                 | 11      | 10      | 8       | 18      | 19      |
| 1989/90   | Монреаль Канадієнс    | НХЛ       | 9                  | 0                  | 2                  | 2                  | 2                  | 2       | 0       | 0       | 0       | 0       |
| 1990/91   | Монреаль Канадієнс    | НХЛ       | 47                 | 8                  | 15                 | 23                 | 18                 | –       | –       | –       | –       | –       |
| 1990/91   | Філадельфія Флаєрс    | НХЛ       | 12                 | 2                  | 1                  | 3                  | 5                  | –       | –       | –       | –       | –       |
| 1991/92   | Філадельфія Флаєрс    | НХЛ       | 58                 | 15                 | 25                 | 40                 | 22                 | –       | –       | –       | –       | –       |
| 1992/93   | Філадельфія Флаєрс    | НХЛ       | 14                 | 3                  | 4                  | 7                  | 6                  | –       | –       | –       | –       | –       |
| 1992/93   | Сан-Хосе Шаркс        | НХЛ       | 27                 | 7                  | 3                  | 10                 | 22                 | –       | –       | –       | –       | –       |
| 1993/94   | «Адірондак Ред-Вінгс» | АХЛ       | 62                 | 52                 | 45                 | 97                 | 37                 | 12      | 4       | 7       | 11      | 10      |
| 1993/94   | «Детройт Ред Вінгз»   | НХЛ       | 2                  | 0                  | 0                  | 0                  | 2                  | –       | –       | –       | –       | –       |
| 1994/95   | «Мічиган К-Вінгс»     | ІХЛ       | 75                 | 31                 | 32                 | 63                 | 47                 | 16      | 8       | 4       | 12      | 2       |
| 1995/96   | ХК «Філлах»           | Австрія   | 34                 | 28                 | 32                 | 60                 | 52                 |         |         |         |         |         |
| 1996/97   | Фер'єстад             | Швеція    | 30                 | 7                  | 4                  | 11                 | 26                 | –       | –       | –       | –       | –       |
| 1996/97   | ЦСК Лайонс            | НЛА       | 9                  | 7                  | 3                  | 10                 | 4                  | 5       | 1       | 3       | 4       | 30      |
| 1997/98   | «Ганновер Скорпіонс»  | ДЕЛ       | 47                 | 20                 | 38                 | 58                 | 61                 | 4       | 0       | 1       | 1       | 2       |
| 1998/99   | Крефельдські Пінгвіни | ДЕЛ       | 50                 | 21                 | 27                 | 48                 | 40                 | 4       | 3       | 1       | 5       | 5       |
| 1999/00   | Крефельдські Пінгвіни | ДЕЛ       | 44                 | 20                 | 17                 | 37                 | 80                 | 3       | 2       | 0       | 2       | 4       |
| 2000/01   | «Адлер Мангейм»       | ДЕЛ       | 42                 | 7                  | 7                  | 14                 | 16                 | 11      | 3       | 5       | 8       | 4       |
| 2001/02   | «Ганновер Скорпіонс»  | ДЕЛ       | 54                 | 18                 | 10                 | 28                 | 32                 | –       | –       | –       | –       | –       |
| 2002/03   | «Сан Дієго Галлс»‎     | ЗПХЛ      | 60                 | 39                 | 33                 | 72                 | 34                 | 12      | 6       | 10      | 16      | 2       |
| 2003/04   | «Сан Дієго Галлс»‎     | ECHL      | 70                 | 44                 | 37                 | 81                 | 38                 | 3       | 2       | 0       | 2       | 0       |
| 2004/05   | «Сан Дієго Галлс»‎     | ECHL      | 48                 | 13                 | 21                 | 34                 | 34                 | –       | –       | –       | –       | –       |
| ЗХЛ разом | ЗХЛ разом             | ЗХЛ разом | 277                | 197                | 204                | 401                | 222                | 71      | 47      | 21      | 68      | 55      |
| АХЛ разом | АХЛ разом             | АХЛ разом | 209                | 148                | 125                | 273                | 150                | 29      | 21      | 20      | 42      | 33      |
| ДЕЛ разом | ДЕЛ разом             | ДЕЛ разом | 237                | 86                 | 99                 | 185                | 229                | 22      | 8       | 7       | 15      | 15      |
| НХЛ разом | НХЛ разом             | НХЛ разом | 169                | 35                 | 50                 | 85                 | 77                 | 2       | 0       | 0       | 0       | 0       |